# Gan (dialekt)
För det kinesiska närstridsvapnet, se Gun (vapen).
För konstnären med signaturen GAN, se Gösta Adrian-Nilsson.

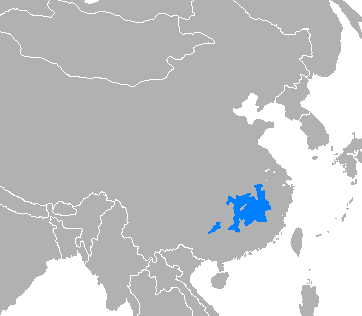
Gan-dialektens utbredningsområde.

Gan (kinesiska: 贛) är en av de stora kinesiska dialektgrupperna. Olika former av gan talas framförallt i provinsen Jiangxi och gan kallas därför ibland Jiangxidialekt. Dialekten talas av mellan 20 och 70 miljoner människor i olika varianter, varav Nanchang-dialekten anses vara representativ.